# عبد الله قراعلي
المطران عبد الله قراعلي أو عبد الله قرألي هو أحد مؤسسي الرهبانية اللبنانية المارونية، ورئيسها العام الثاني في الفترة الممتدة مابين (1699-1716). وُلِد في مدينة حلب في الثامن من أيلول 1672.